# حدقة ماركس غان
حدقة ماركس غان (بالإنجليزية: Marcus Gunn pupil)‏ ها علامة طبية تلاحظ من خلال اختبار اختبار تمايل لمعان الضوء (بالإنجليزية: Swinging-flashlight test)‏، عند تأرجح ضوء ساطع من العين غير المتأثرة إلى العين المصابة. حيث ما زالت العين المصابة تستشعر الضوء وتنتج تقطع العضلة العاصرة الحدقة إلى حد ما، وإن كان أقل. هي عدم تفاعل الحدقة للضوء المباشر مع بقاء المنعكس التقابلي سببه خطأ بالتعصيب أو اصابة عصب بصري وحيد أو اصابة على مستى الشبكية.
والتي تشير إلى تأذي الألياف البصرية «الواردة» afferent papillary defect والتي تكشف من خلال التنبيه الضوئي المتناوب للعينين حيث يلاحظ تقبض أضعف بعد تنبيه العين المصابة بـ ON مقارنة مع التقبض الأشد المُلاحظ بتنبيه العين السليمة وكأنه توسع، وهذا الاختبار يسمى swinging flashlight أو مرض شبكي حاد. سميت هذه العلامة تيمناً بطبيب العيون الإسكتلندي روبرت ماركوس غان [الإنجليزية].